# Ongesteelde knopgalwesp
De ongesteelde knopgalwesp (Andricus malpighii) is een vliesvleugelig insect uit de familie van de echte galwespen (Cynipidae). De wetenschappelijke naam van de soort is voor het eerst geldig gepubliceerd in 1881 door Adler.